# Saison 2016 de l'équipe cycliste Katusha
La saison 2016 de l'équipe cycliste Katusha est la huitième de cette équipe.

## Préparation de la saison 2016

### Sponsors et financement de l'équipe
L'équipe Katusha était présentée jusqu'en 2015 comme le fer de lance du Russian Global Cycling Project (RGCP), dont les fondateurs, Alexeï Miller, Sergueï Tchemezov et Igor Makarov, étaient les dirigeaents des principaux sponsors, respectivement Gazprom, Rostec, Itera (en). En 2016, elle est désormais la propriété d'Igor Makarov, par ailleurs président de la fédération russe de cyclisme, et fait la promotion de la nouvelle marque de vêtements et équipements sportifs de celui-ci, Katusha Sport. Le principal sponsor de l'équipe est désormais Areti, nouveau nom d'Itera.
Le maillot de l'équipe délaisse la silhouette du Kremlin et le logo « Катюшa » (Katusha en alphabet cyrillique). Il est rouge et arbore sur le torse un grand « K » blanc, stylisé de manière à rappeler le « ю » de l'alphabet cyrillique. Il est surmonté du nom de l'équipe en alphabet latin. Le « K » est également présent sur les manches. Le logo d'Areti apparaît sur les épaules.
Canyon est le fournisseur de cycles de l'équipe depuis 2012. Son logo est également présent sur le torse et les manches du maillot, ainsi que le cuissard.

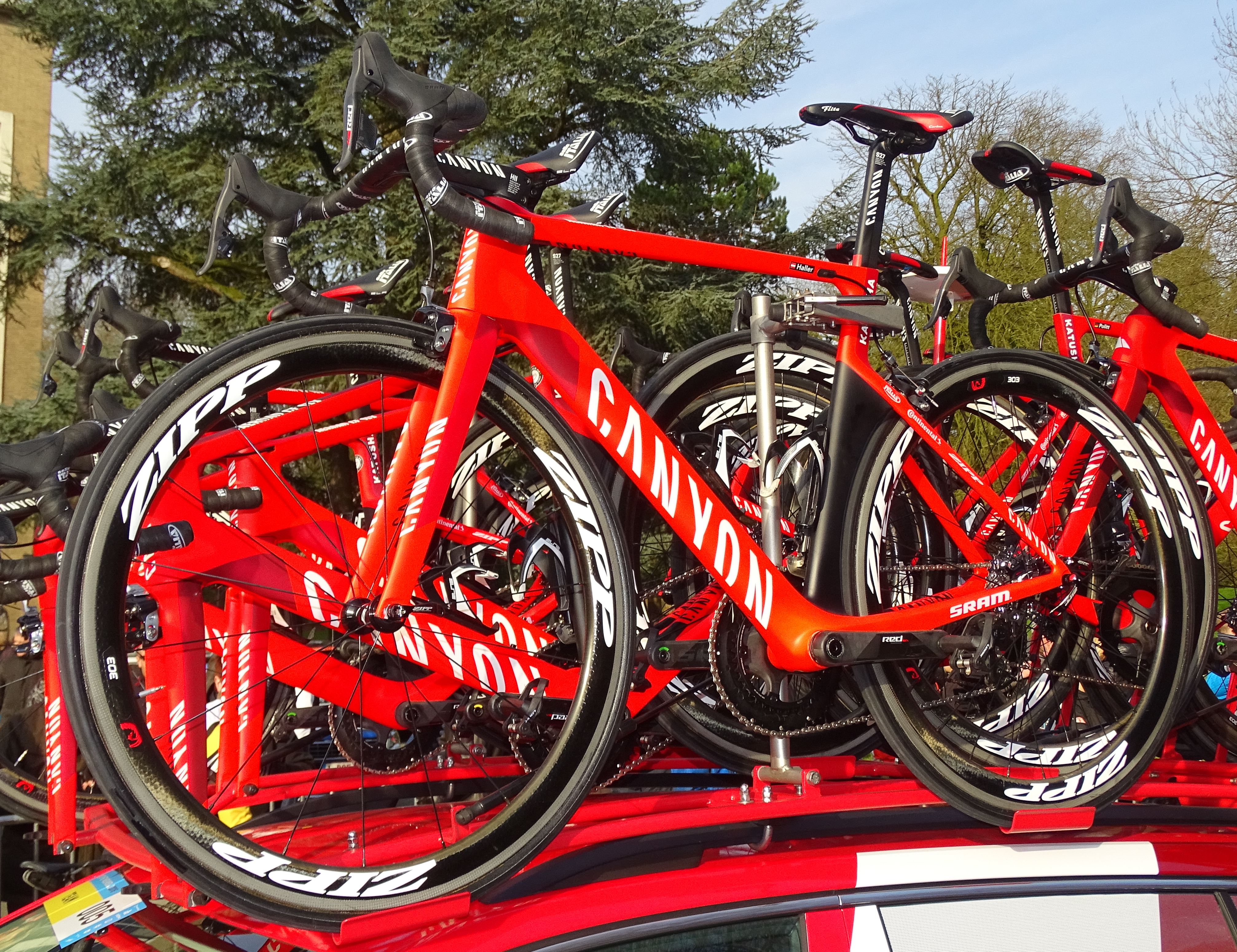
Vélo Canyon Aeroad CF SLX 9.0 lors du Circuit Het Nieuwsblad 2016.
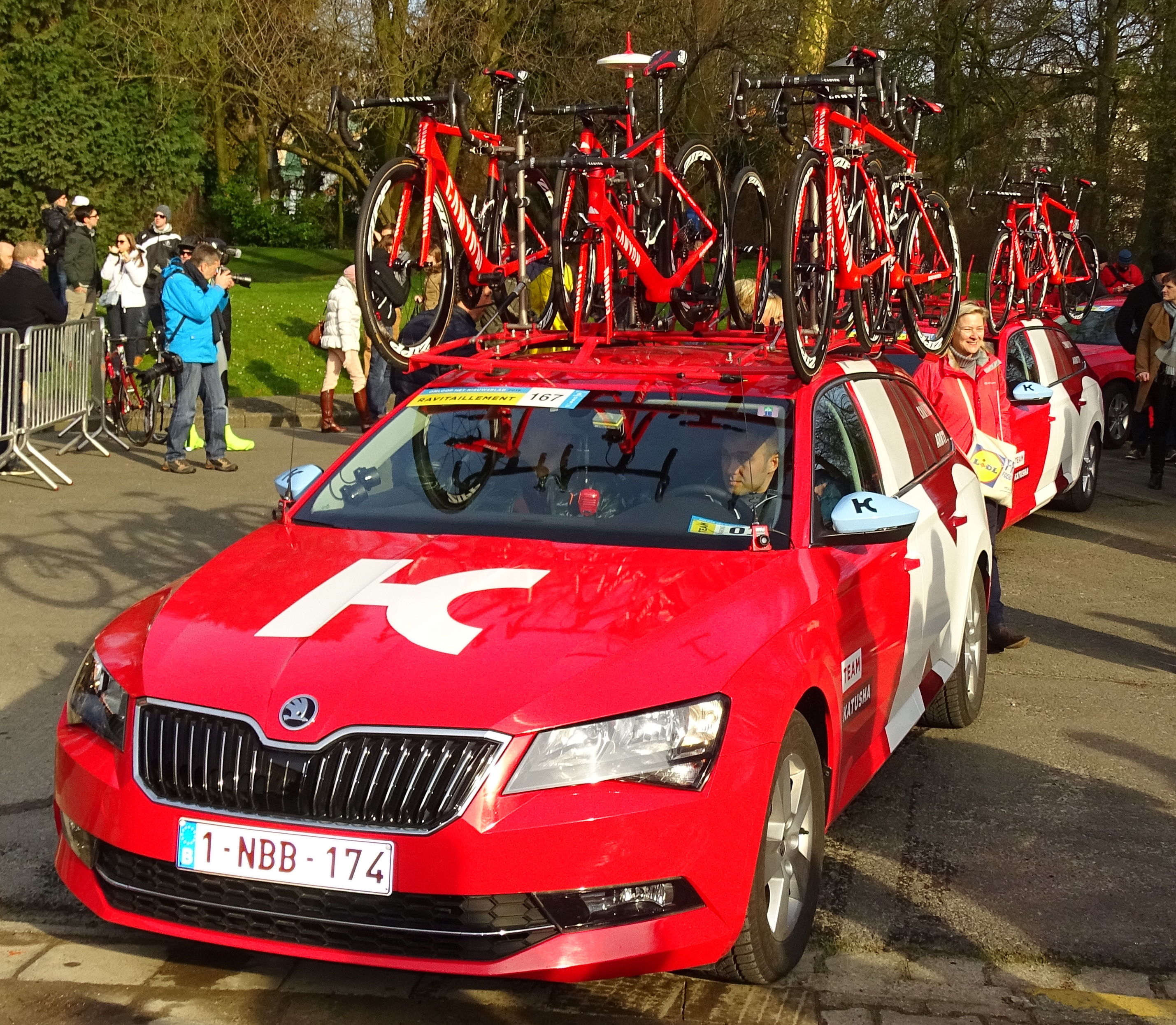
Véhicule de l'équipe lors du Circuit Het Nieuwsblad 2016.

### Arrivées et départs
| Arrivées              | Équipe 2015       |
| --------------------- | ----------------- |
| Matvey Mamykin        | Itera-Katusha     |
| Michael Mørkøv        | Tinkoff-Saxo      |
| Nils Politt           | Stölting          |
| Jhonatan Restrepo     | Coldeportes-Claro |
| Rein Taaramäe         | Astana            |
| Jurgen Van den Broeck | Lotto-Soudal      |

| Départs           | Équipe 2016     |
| ----------------- | --------------- |
| Giampaolo Caruso  | suspension      |
| Alexandr Kolobnev | Gazprom-RusVelo |
| Daniel Moreno     | Movistar        |
| Luca Paolini      | suspension      |
| Rüdiger Selig     | Bora-Argon 18   |
| Gatis Smukulis    | Astana          |
| Yury Trofimov     | Tinkoff         |

## Coureurs et encadrement technique

### Effectif
| Cycliste               | Date de naissance | Nationalité | Équipe 2015                  |  |
| ---------------------- | ----------------- | ----------- | ---------------------------- |  |
| Maxim Belkov           | 9 janvier 1985    | Russie      | Katusha                      |  |
| Sven Erik Bystrøm      | 21 janvier 1992   | Norvège     | Katusha                      |  |
| Sergey Chernetskiy     | 9 avril 1990      | Russie      | Katusha                      |  |
| Jacopo Guarnieri       | 14 août 1987      | Italie      | Katusha                      |  |
| Marco Haller           | 1er avril 1991    | Autriche    | Katusha                      |  |
| Vladimir Isaychev      | 21 avril 1986     | Russie      | Katusha                      |  |
| Pavel Kochetkov        | 7 mars 1986       | Russie      | Katusha                      |  |
| Viatcheslav Kouznetsov | 24 juin 1989      | Russie      | Katusha                      |  |
| Dmitry Kozontchuk      | 5 avril 1984      | Russie      | Katusha                      |  |
| Alexander Kristoff     | 5 juillet 1987    | Norvège     | Katusha                      |  |
| Sergueï Lagoutine      | 14 janvier 1981   | Russie      | Katusha                      |  |
| Alberto Losada         | 28 février 1982   | Espagne     | Katusha                      |  |
| Tiago Machado          | 18 octobre 1985   | Portugal    | Katusha                      |  |
| Matvey Mamykin         | 31 octobre 1994   | Russie      | Itera-Katusha                |  |
| Michael Mørkøv         | 30 avril 1985     | Danemark    | Tinkoff-Saxo                 |  |
| Nils Politt            | 6 mars 1994       | Allemagne   | Stölting                     |  |
| Alexander Porsev       | 21 février 1986   | Russie      | Katusha                      |  |
| Jhonatan Restrepo      | 28 novembre 1994  | Colombie    | Coldeportes-Claro            |  |
| Joaquim Rodríguez      | 12 mai 1979       | Espagne     | Katusha                      |  |
| Egor Silin             | 25 juin 1988      | Russie      | Katusha                      |  |
| Simon Špilak           | 23 juin 1986      | Slovénie    | Katusha                      |  |
| Rein Taaramäe          | 24 avril 1987     | Estonie     | Astana                       |  |
| Alexey Tsatevitch      | 5 juillet 1989    | Russie      | Katusha                      |  |
| Jurgen Van den Broeck  | 1er février 1983  | Belgique    | Lotto-Soudal                 |  |
| Ángel Vicioso          | 13 avril 1977     | Espagne     | Katusha                      |  |
| Eduard Vorganov        | 7 décembre 1982   | Russie      | Katusha                      |  |
| Anton Vorobyev         | 12 octobre 1990   | Russie      | Katusha                      |  |
| Ilnur Zakarin          | 15 septembre 1989 | Russie      | Katusha                      |  |
| Stagiaire              | Date de naissance | Nationalité | Équipe 2016                  |  |
| Alexander Maes         | 20 juin 1993      | Belgique    | Home Solution-Anmapa-Soenens |  |

Portraits
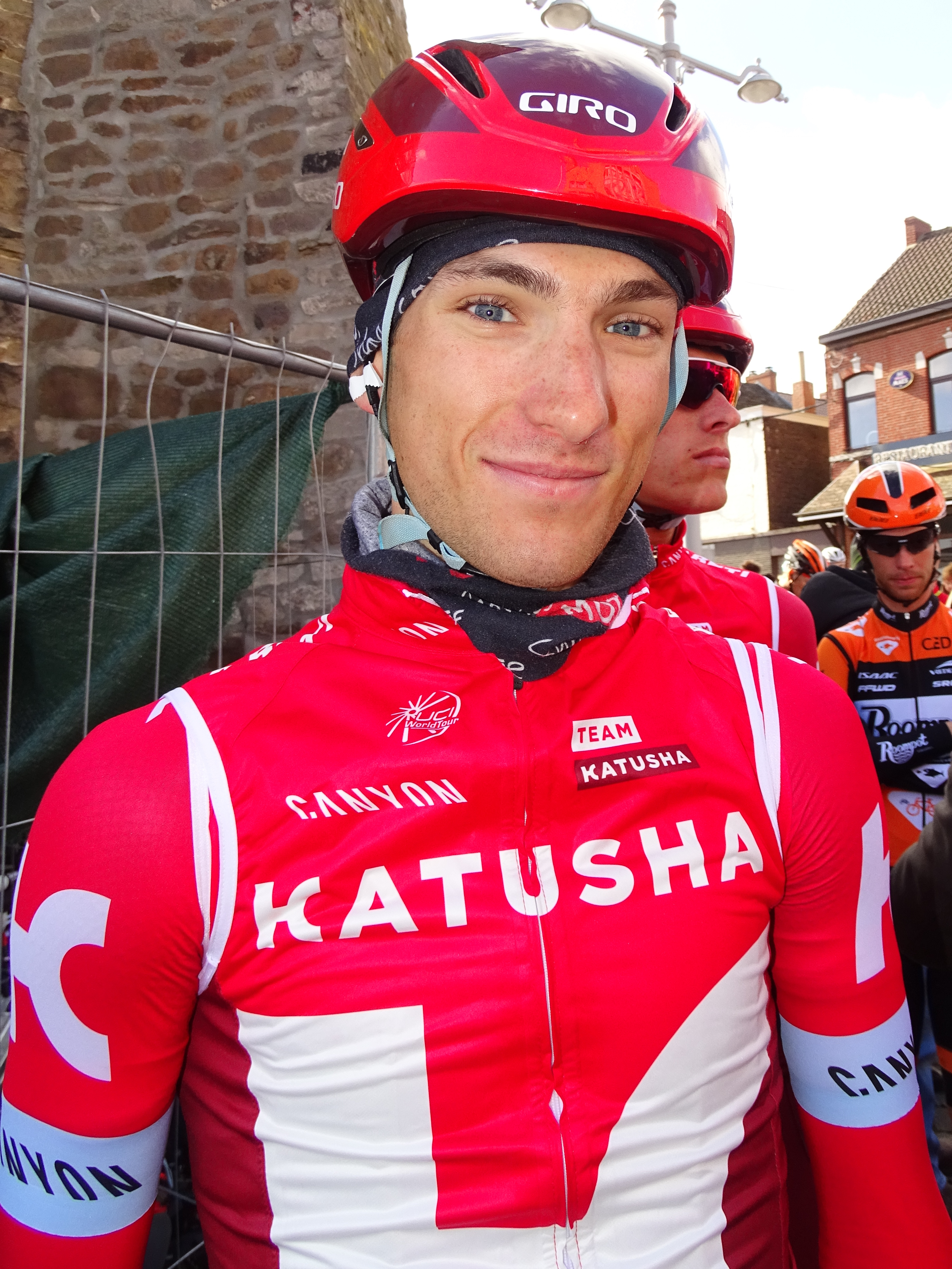
Sven Erik Bystrøm.
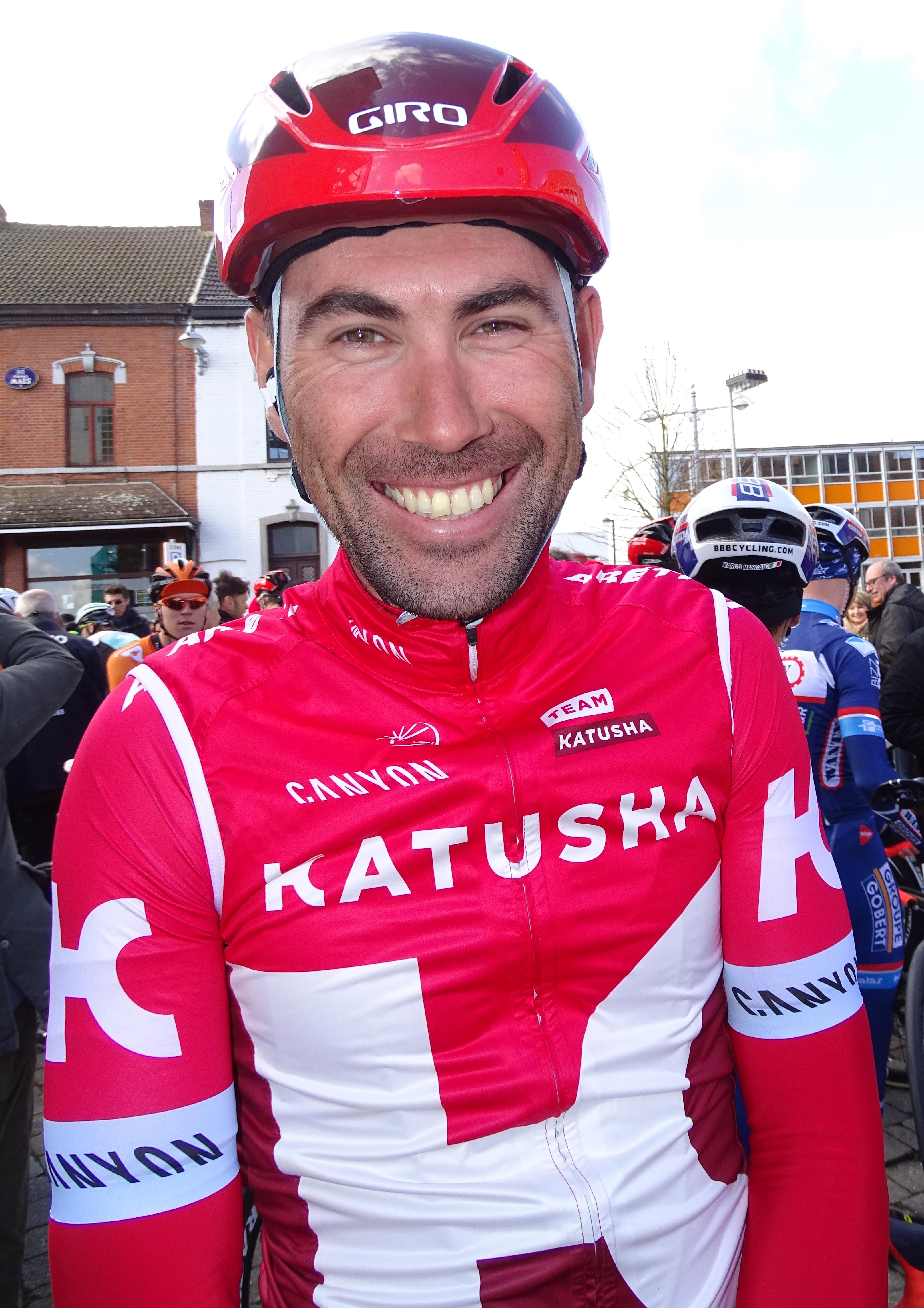
Vladimir Isaychev.
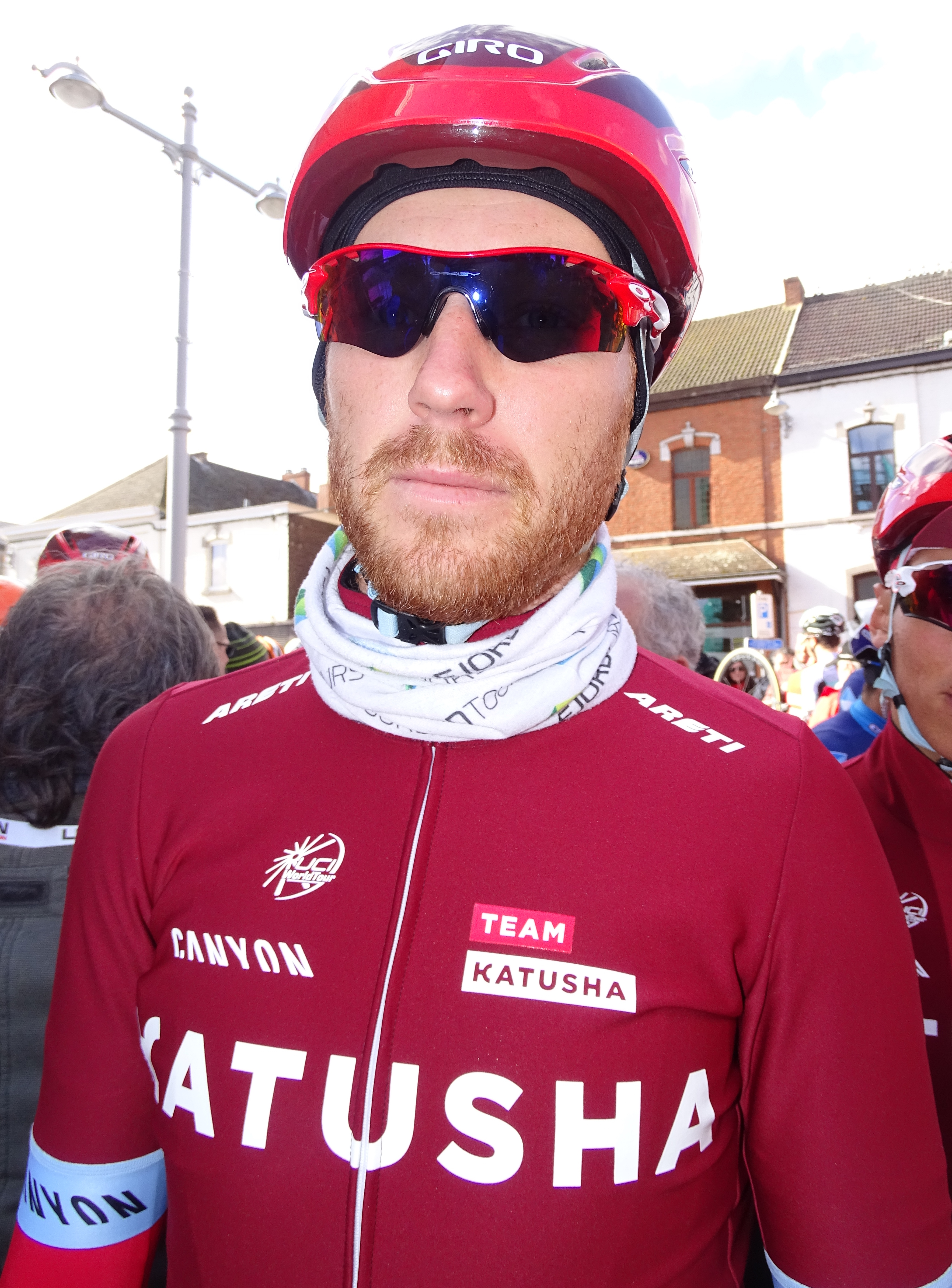
Dmitry Kozontchuk.
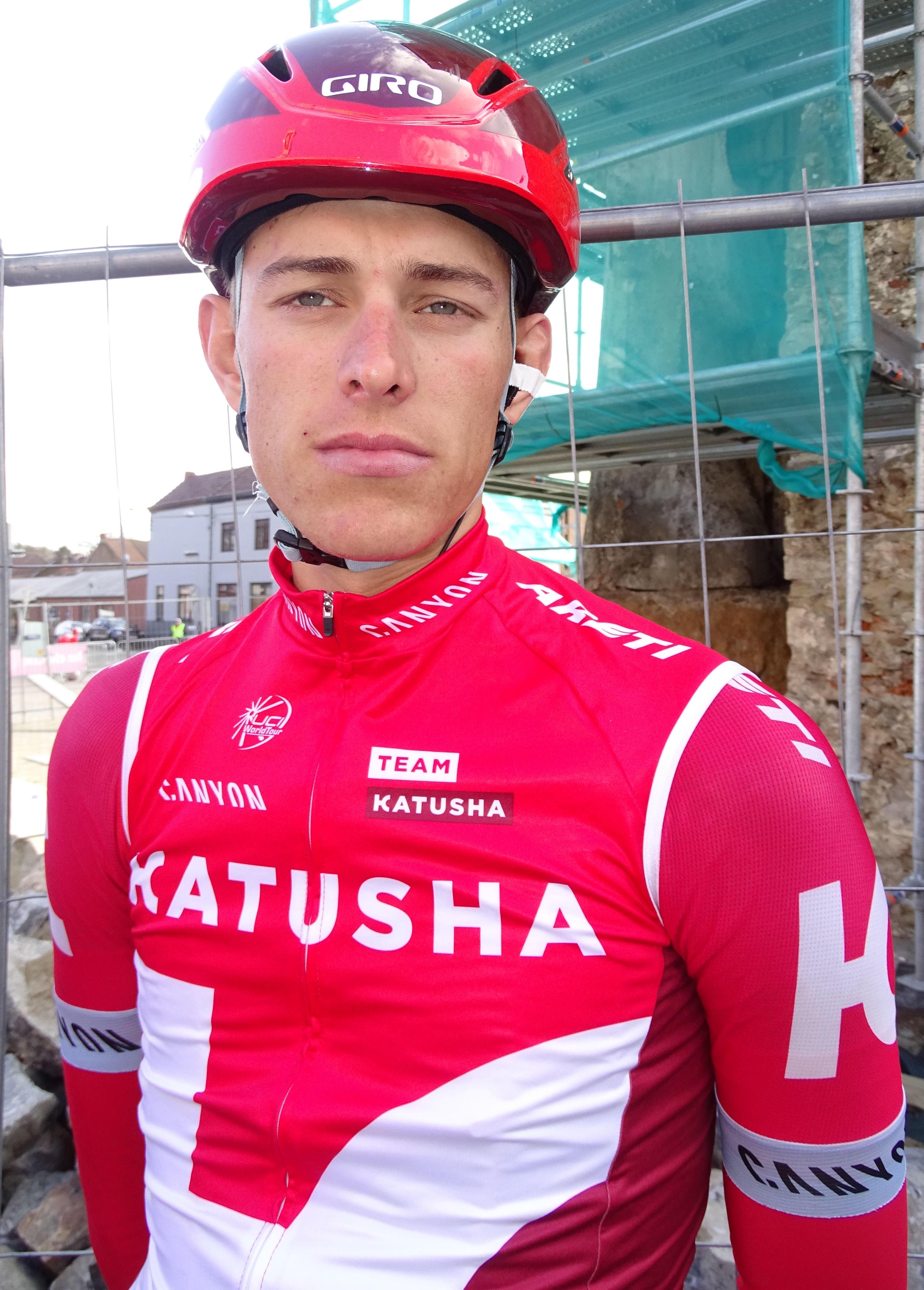
Nils Politt.
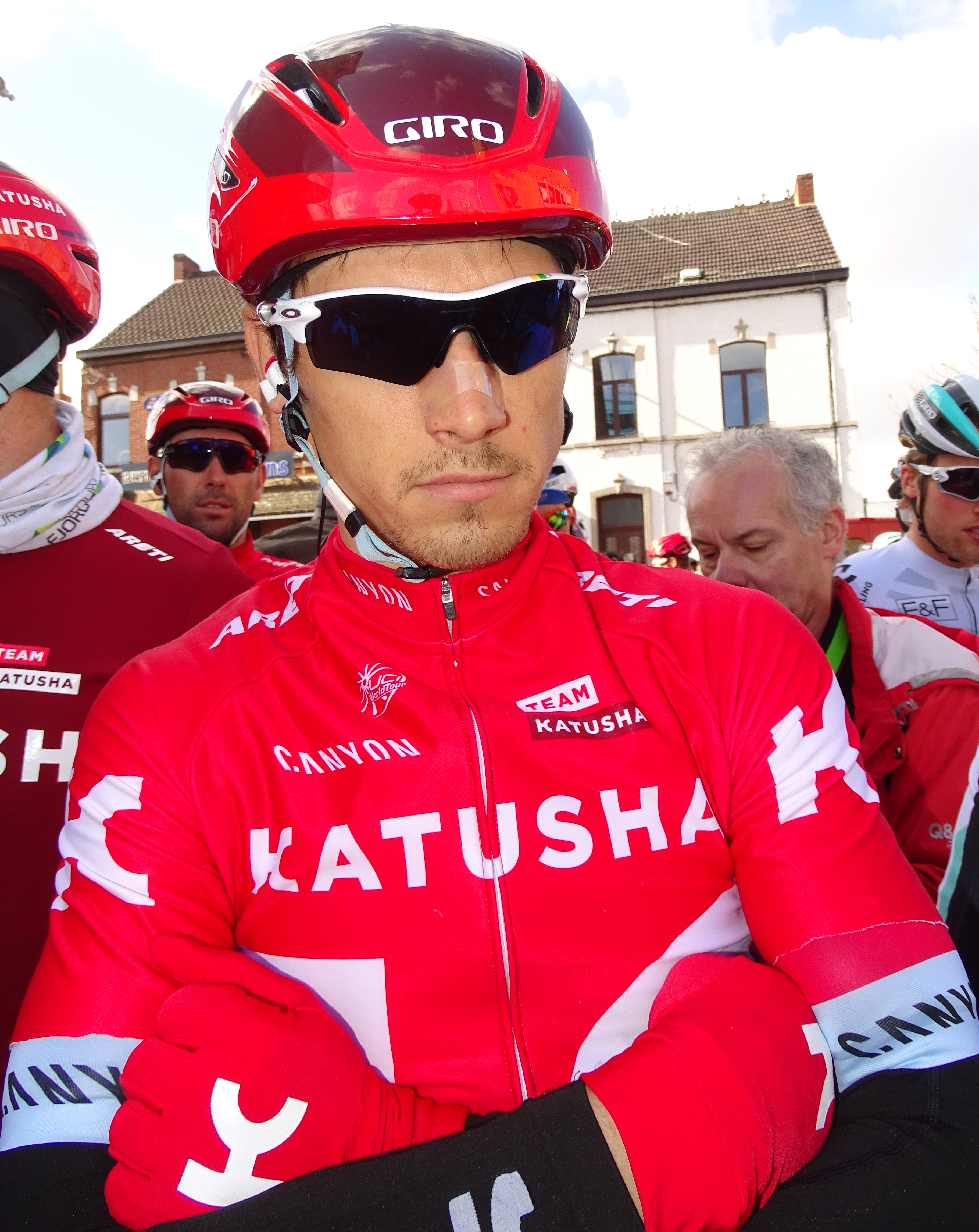
Alexander Porsev.
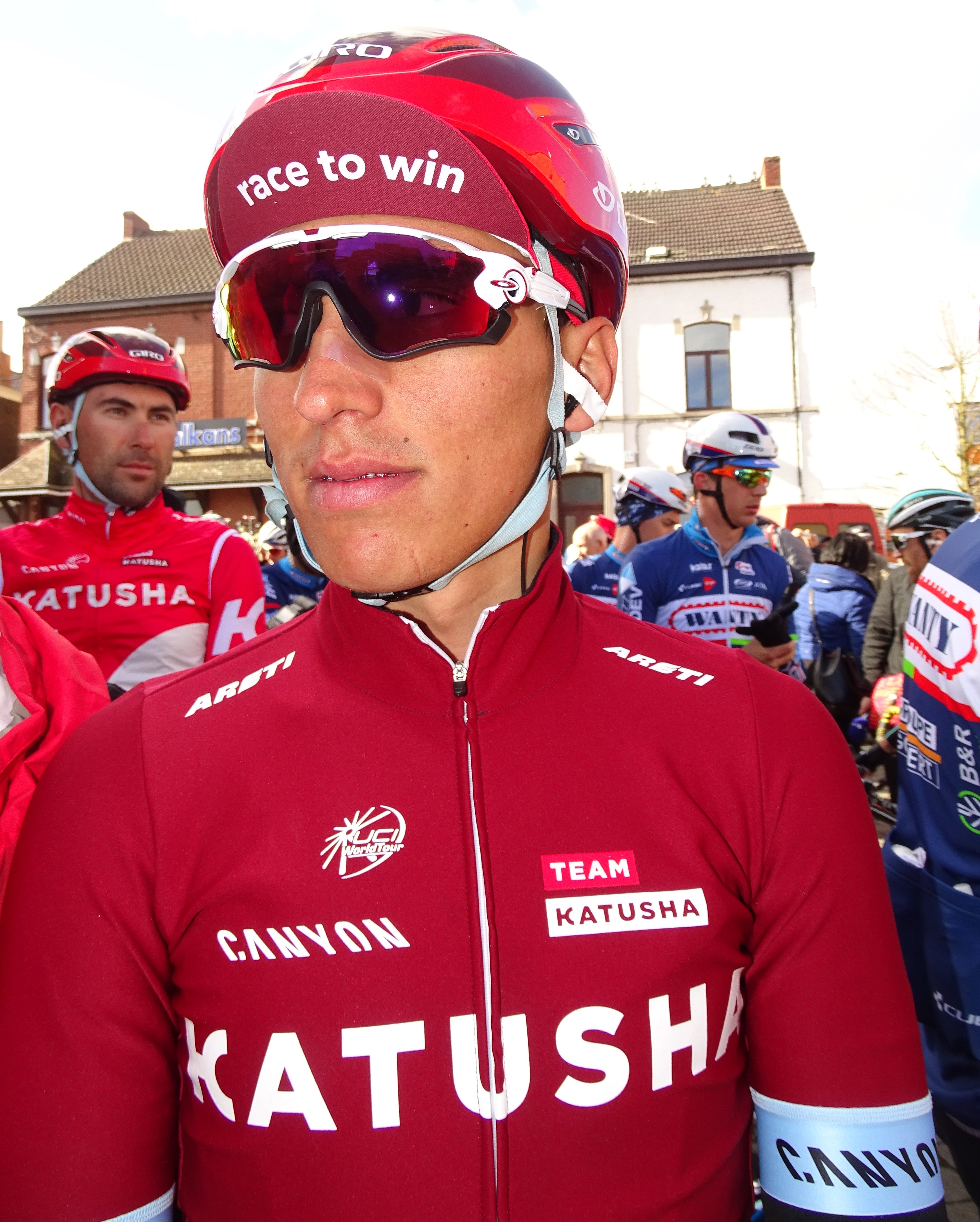
Jhonatan Restrepo.
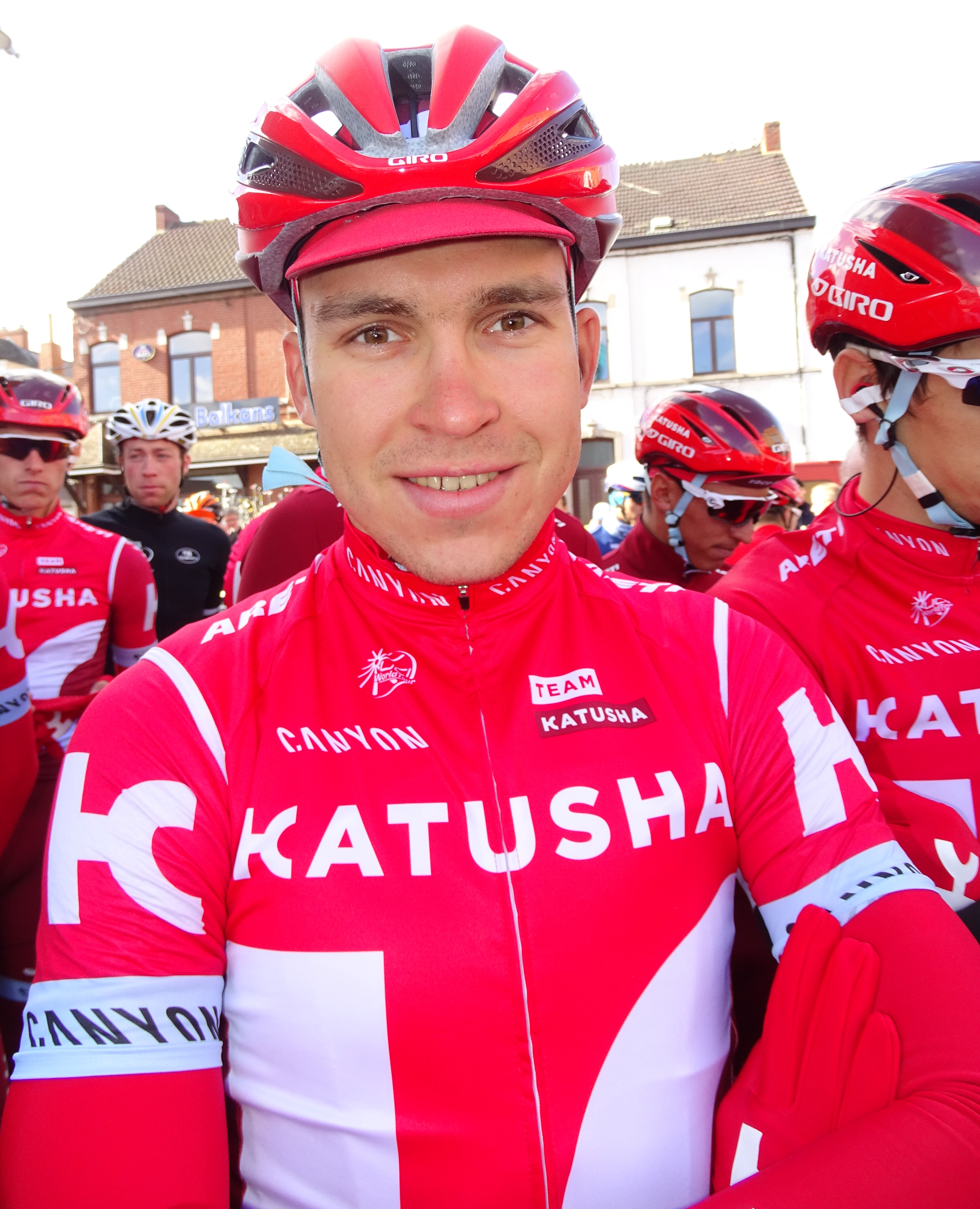
Anton Vorobyev.

## Bilan de la saison

### Victoires
| Date       | Course                                            | Pays       | Classe | Vainqueur          |
| ---------- | ------------------------------------------------- | ---------- | ------ | ------------------ |
| 09/02/2016 | 2e étape du Tour du Qatar                         | Qatar      | 2.HC   | Alexander Kristoff |
| 11/02/2016 | 4e étape du Tour du Qatar                         | Qatar      | 2.HC   | Alexander Kristoff |
| 12/02/2016 | 5e étape du Tour du Qatar                         | Qatar      | 2.HC   | Alexander Kristoff |
| 18/02/2016 | 3e étape du Tour d'Oman                           | Oman       | 2.HC   | Alexander Kristoff |
| 21/02/2016 | 6e étape du Tour d'Oman                           | Oman       | 2.HC   | Alexander Kristoff |
| 12/03/2016 | 6e étape de Paris-Nice                            | France     | WT     | Ilnur Zakarin      |
| 27/03/2016 | 7e étape du Tour de Catalogne                     | Espagne    | WT     | Alexey Tsatevitch  |
| 29/03/2016 | 1re étape des Trois Jours de La Panne             | Belgique   | 2.HC   | Alexander Kristoff |
| 06/04/2016 | 3e étape du Circuit de la Sarthe                  | France     | 2.1    | Anton Vorobyev     |
| 07/04/2016 | 4e étape du Circuit de la Sarthe                  | France     | 2.1    | Anton Vorobyev     |
| 01/05/2016 | Grand Prix de Francfort                           | Allemagne  | 1.HC   | Alexander Kristoff |
| 21/05/2016 | 7e étape du Tour de Californie                    | États-Unis | 2.HC   | Alexander Kristoff |
| 28/05/2016 | 20e étape du Tour d'Italie                        | Italie     | WT     | Rein Taaramäe      |
| 17/06/2016 | 2e étape du Tour de Slovénie                      | Slovénie   | 2.1    | Rein Taaramäe      |
| 19/06/2016 | 4e étape du Tour de Slovénie                      | Slovénie   | 2.1    | Alexander Porsev   |
| 19/06/2016 | Classement général du Tour de Slovénie            | Slovénie   | 2.1    | Rein Taaramäe      |
| 24/06/2016 | Championnat de Russie du contre-la-montre espoirs | Ukraine    | CN     | Matvey Mamykin     |
| 24/06/2016 | Championnat de Russie du contre-la-montre         | Ukraine    | CN     | Sergey Chernetskiy |
| 26/06/2016 | Championnat de Russie sur route                   | Ukraine    | CN     | Pavel Kochetkov    |
| 20/07/2016 | 17e étape du Tour de France                       | France     | WT     | Ilnur Zakarin      |
| 11/08/2016 | 1re étape de l'Arctic Race of Norway              | Norvège    | 2.HC   | Alexander Kristoff |
| 27/08/2016 | 8e étape du Tour d'Espagne                        | Espagne    | WT     | Sergueï Lagoutine  |
| 01/09/2016 | 2e étape du Tour des Fjords                       | Norvège    | 2.1    | Alexander Kristoff |
| 02/09/2016 | 3e étape du Tour des Fjords                       | Norvège    | 2.1    | Alexander Kristoff |
| 04/09/2016 | 5e étape du Tour des Fjords                       | Norvège    | 2.1    | Alexander Kristoff |
| 04/09/2016 | Classement général du Tour des Fjords             | Norvège    | 2.1    | Alexander Kristoff |

### Résultats sur les courses majeures
Les tableaux suivants représentent les résultats de l'équipe dans les principales courses du calendrier international (les cinq classiques majeures et les trois grands tours). Pour chaque épreuve est indiqué le meilleur coureur de l'équipe, son classement ainsi que les accessits glanés par Katusha sur les courses de trois semaines.

#### Classiques
| Classique            | Milan-San Remo          | Tour des Flandres       | Paris-Roubaix            | Liège-Bastogne-Liège | Tour de Lombardie    |
| -------------------- | ----------------------- | ----------------------- | ------------------------ | -------------------- | -------------------- |
| Coureur (classement) | Alexander Kristoff (6e) | Alexander Kristoff (4e) | Alexander Kristoff (48e) | Ilnur Zakarin (5e)   | Matvey Mamykin (16e) |

#### Grands tours
| Grand tour           | Tour d'Italie                      | Tour de France                     | Tour d'Espagne                         |
| -------------------- | ---------------------------------- | ---------------------------------- | -------------------------------------- |
| Coureur (classement) | Rein Taaramäe (29e)                | Joaquim Rodriguez (7e)             | Egor Silin (15e)                       |
| Accessits            | 1 victoire d'étape (Rein Taaramäe) | 1 victoire d'étape (Ilnur Zakarin) | 1 victoire d'étape (Sergueï Lagoutine) |